# Gerhard Wolf (Konsul)

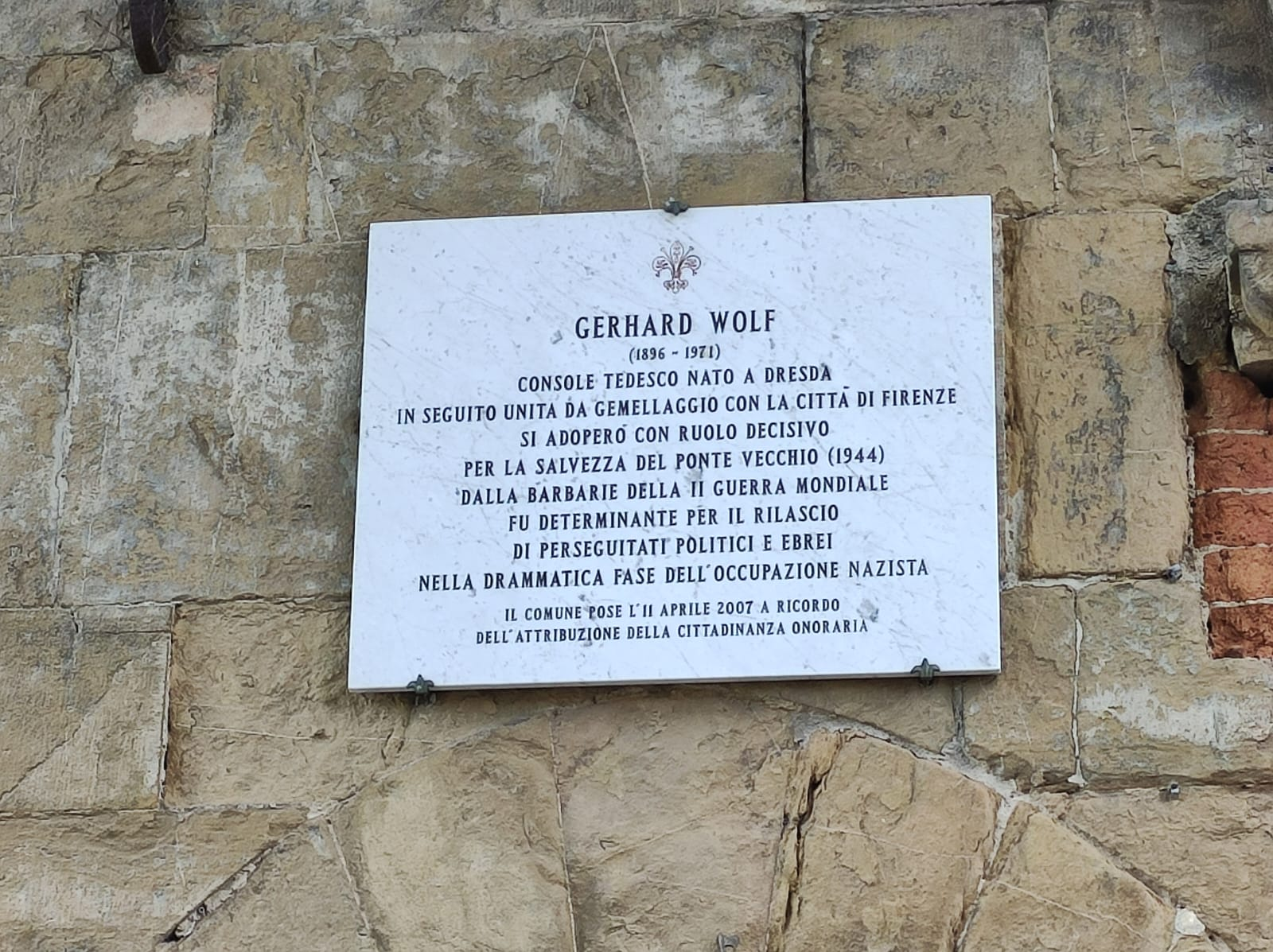
Gedenktafel am Ponte Vecchio, die an Gerhard Wolf erinnert

Gerhard Wolf (* 12. August 1896 in Dresden; † 23. März 1971 in München) war deutscher Konsul im italienischen Florenz. Dort gelang es ihm, politisch Verfolgte (z. B. Bernard Berenson) und Kulturgüter (z. B. den Ponte Vecchio) zu schützen.

## Leben
Gerhard Wolf wurde 1896 als siebtes und jüngstes Kind einer Rechtsanwaltsfamilie in Dresden geboren. Nach dem Militärdienst studierte er Philosophie, Kunstgeschichte und Literatur und schloss das Studium mit einer Promotion in Philosophie ab.
1927 trat Wolf unter Außenminister Gustav Stresemann in den diplomatischen Dienst ein, bei Adolf Hitlers Machtübernahme 1933 war er in Rom tätig. In jenem Jahr wurde er erstmals aufgefordert, in die NSDAP einzutreten. Obwohl er zunächst ablehnte, trat er am 1. März 1939 aus Karrieregründen dann doch ein, nachdem ihm die Konsequenzen einer weiteren Weigerung deutlich gemacht worden waren: Rückberufung von seinem Auslandsposten, keine Versetzung mehr ins Ausland oder die sofortige Entlassung.
Von 1940 bis 1944 war Wolf deutscher Konsul in Florenz. In den Jahren der deutschen Besetzung 1943/44 rettete er dabei unter dem Rückhalt von Rudolf Rahn (stellvertretender deutscher Botschafter und späterer Reichsbevollmächtigter in Italien) zahlreichen Menschen das Leben. Dies bezeugte unter anderem 1946 der amerikanische Kunsthistoriker Bernard Berenson, der in dieser Zeit als Ausländer jüdischer Abstammung in Florenz lebte, um Kunstschätze und Bibliothek zu erhalten. 1944 vereitelte Wolf gemeinsam mit Ludwig Heinrich Heydenreich, dem Leiter des Kunsthistorischen Instituts, den geplanten Abtransport zahlreicher Florentiner Kunstschätze nach Deutschland.
Andere antifaschistische Zeitzeugen berichteten, Konsul Wolf sei als „ein gemäßigter Mann und ein Gegner aller Ausschreitungen des nazistischen Regimes“ bekannt gewesen.
Zehn Jahre nach seiner Pensionierung starb Gerhard Wolf am 23. März 1971 in München.
Aus Dankbarkeit nannten ihn die Florentiner „Il Console di Firenze“ (Konsul von Florenz) und verliehen ihm 1955 die Ehrenbürgerrechte der Stadt. Seit April 2007 erinnert eine marmorne Gedenktafel am Ponte Vecchio an ihn. Sie wurde enthüllt vom amtierenden Oberbürgermeister der Geburtsstadt Wolfs, Dresden. Florenz ist seit 1978 die italienische Partnerstadt Dresdens.